# Kotomierz
Kotomierz is een plaats in het Poolse district  Bydgoski, woiwodschap Koejavië-Pommeren. De plaats maakt deel uit van de gemeente Dobrcz en telt 920 inwoners.

## Verkeer en vervoer
- Station Kotomierz